# Liste der Biografien/Walk
Liste der Biografien |
Portal Biografien |
Personensuche
# |
A |
B |
C |
D |
E |
F |
G |
H |
I |
J |
K |
L |
M |
N |
O |
P |
Q |
R |
S |
T |
U |
V |
W |
X |
Y |
Z |
?
 
Wa |
Wc |
Wd |
We |
Wh |
Wi |
Wj |
Wl |
Wn |
Wo |
Wr |
Ws |
Wt |
Wu |
Ww |
Wy |
Wz
 
Waa |
Wab |
Wac |
Wad |
Wae |
Waf |
Wag |
Wah |
Wai |
Waj |
Wak |
Wal |
Wam |
Wan |
Wao |
Wap |
Waq |
War |
Was |
Wat |
Wau |
Wav |
Waw |
Wax |
Way |
Waz
 
Wala |
Walb |
Walc |
Wald |
Wale |
Walf |
Walg |
Walh |
Wali |
Walj |
Walk |
Wall |
Walm |
Waln |
Walo |
Walp |
Walq |
Walr |
Wals |
Walt |
Walu |
Walw |
Waly |
Walz
Die Liste der Biografien führt alle Personen auf, die in der deutschsprachigen Wikipedia einen Artikel haben. Dieses ist eine Teilliste mit 473 Einträgen von Personen, deren Namen mit den Buchstaben „Walk“ beginnt.

## Walk
- Walk, Arthur R. (1895–1953), US-amerikanischer Offizier, Brigadegeneral der US-Army
- Walk, Josef (1902–1978), österreichischer Politiker, Bürgermeister von Steyr, Vizebürgermeister von Linz
- Walk, Joseph (1914–2005), deutsch-israelischer Pädagoge und Historiker
- Walk, Konrad (* 1965), österreichischer Skirennläufer und Politiker
- Walk, Leopold (1885–1949), österreichischer Ethnologe
- Walk, Raymond (* 1962), deutscher Politiker (CDU), MdL
- Walk, Rosa (* 1893), österreichische Psychoanalytikerin
- Walk, Ursula (1925–2016), erste Programmiererin für Computer in Deutschland nach dem Zweiten Weltkrieg

### Walka
- Walka, Claire (* 1978), deutsche Autorin, Filmregisseurin und Filmeditorin
- Walkanow, Alexandar (1904–1972), bulgarischer Zoologe und Protistologe
- Walkanow, Welko (1927–2016), bulgarischer Jurist, Politiker
- Walkawez, Alena (* 1975), belarussische Biathletin und Skilangläuferin

### Walkd
- Walkden, Alexander (1873–1951), britischer Gewerkschafter und Politiker (Labour Party)
- Walkden, Bianca (* 1991), britische Taekwondoin
- Walkden, Christopher (1938–2011), britischer Schwimmer und Olympiateilnehmer
- Walkden, Pat (* 1946), rhodesisch-südafrikanische Tennisspielerin

### Walke
- Walke, Alexander (* 1983), deutscher Fußballtorwart
- Walke, Bernhard (* 1940), deutscher Ingenieur
- Walke, Friederike (* 1984), deutsche Schauspielerin und Sprecherin
- Walke, Marcel (* 1982), deutscher E-Sportler
- Walke, Marie-Isabel (* 1984), deutsche Schauspielerin
- Walke, Michael (1956–1999), deutscher Schauspieler und Synchronsprecher
- Walke, Susan (* 1957), deutsche Bildhauerin, Fotografin und Installationskünstlerin

#### Walkem
- Walkem, George Anthony (1834–1908), irisch-kanadischer Politiker, Rechtsanwalt und Richter

#### Walken
- Walken, Christopher (* 1943), US-amerikanischer SchauspielerChristopher Walken (* 1943)

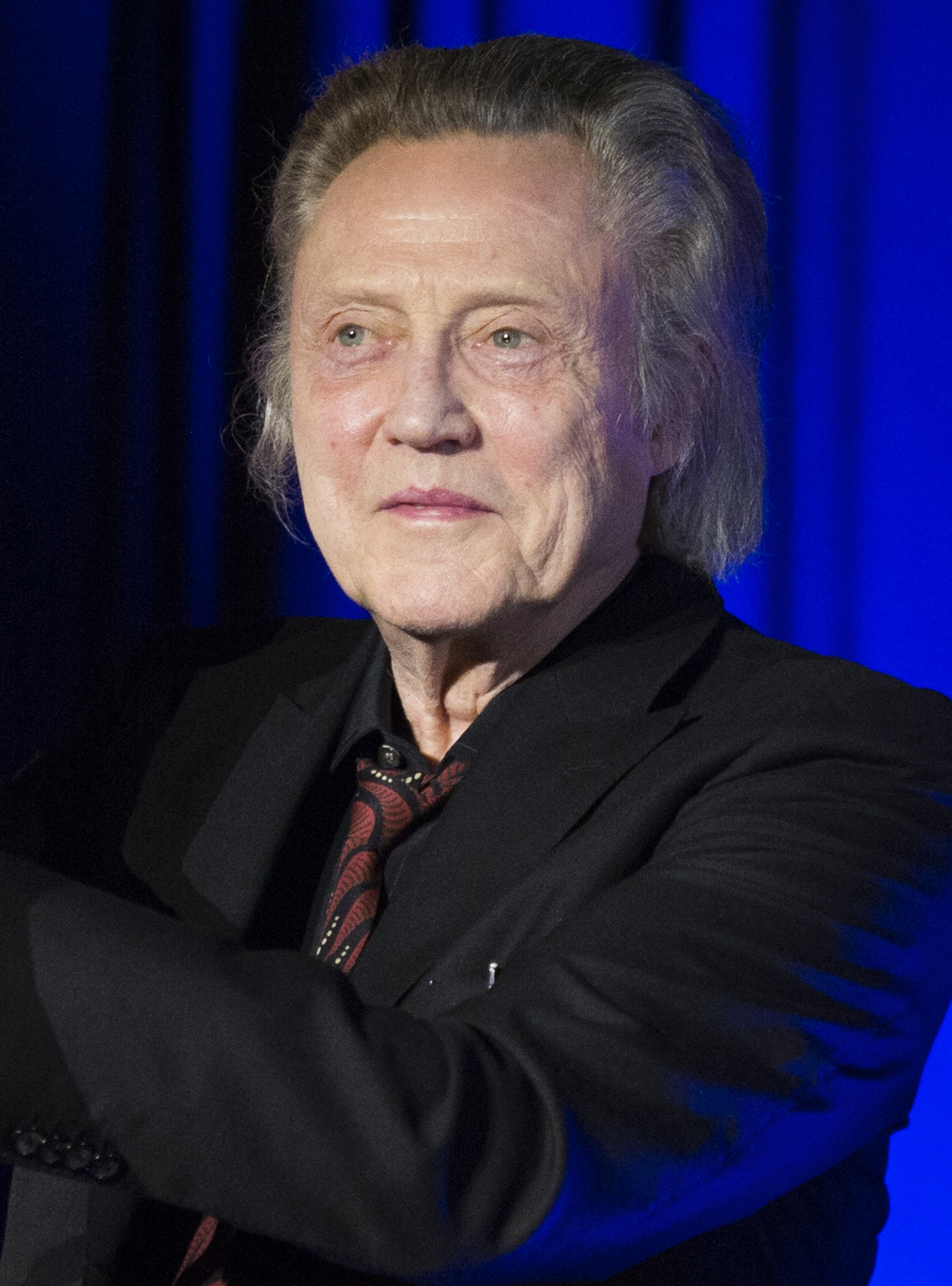
Christopher Walken (* 1943)

- Walkenbach, Albert (1914–1985), deutscher Theologe
- Walkenbach, Sabine (* 1955), deutsche Schauspielerin und Synchronsprecherin
- Walkenhorst, Alexander (* 1988), deutscher Volleyball- und Beachvolleyballspieler
- Walkenhorst, Heinrich (1906–1972), deutscher Politiker (NSDAP), MdR, Reichshauptamtsleiter, Leiter des Personalamtes der NSDAP
- Walkenhorst, Kira (* 1990), deutsche Volleyball- und Beachvolleyballspielerin
- Walkenhorst, Pia (* 1993), deutsche Volleyballspielerin
- Walkenhorst, Robert (1891–1973), deutscher Politiker (SPD), MdL
- Walkensteiner, Wolfgang (* 1949), österreichischer Maler

#### Walker

##### Walker L
- Walker Lindh, John (* 1981), US-amerikanischer Staatsbürger, der auf Seiten der Taliban kämpfte

##### Walker M
- Walker Martínez, Carlos (1842–1905), chilenischer Autor und Politiker

##### Walker S
- Walker Späh, Carmen (* 1958), Schweizer Politikerin (FDP)

##### Walker, A – Walker, W

###### Walker, A
- Walker, Adam, US-amerikanischer Schauspieler
- Walker, Adam (* 1991), schottischer Rugby-League-Spieler
- Walker, Adele (* 1976), britische Biathletin
- Walker, Adrian J, britischer Autor
- Walker, Alan (* 1930), britisch-kanadischer Musikwissenschaftler
- Walker, Alan (1938–2017), britischer Paläoanthropologe und Anatom
- Walker, Alan (* 1997), britisch-norwegischer EDM-DJ und MusikproduzentAlan Walker (* 1997)

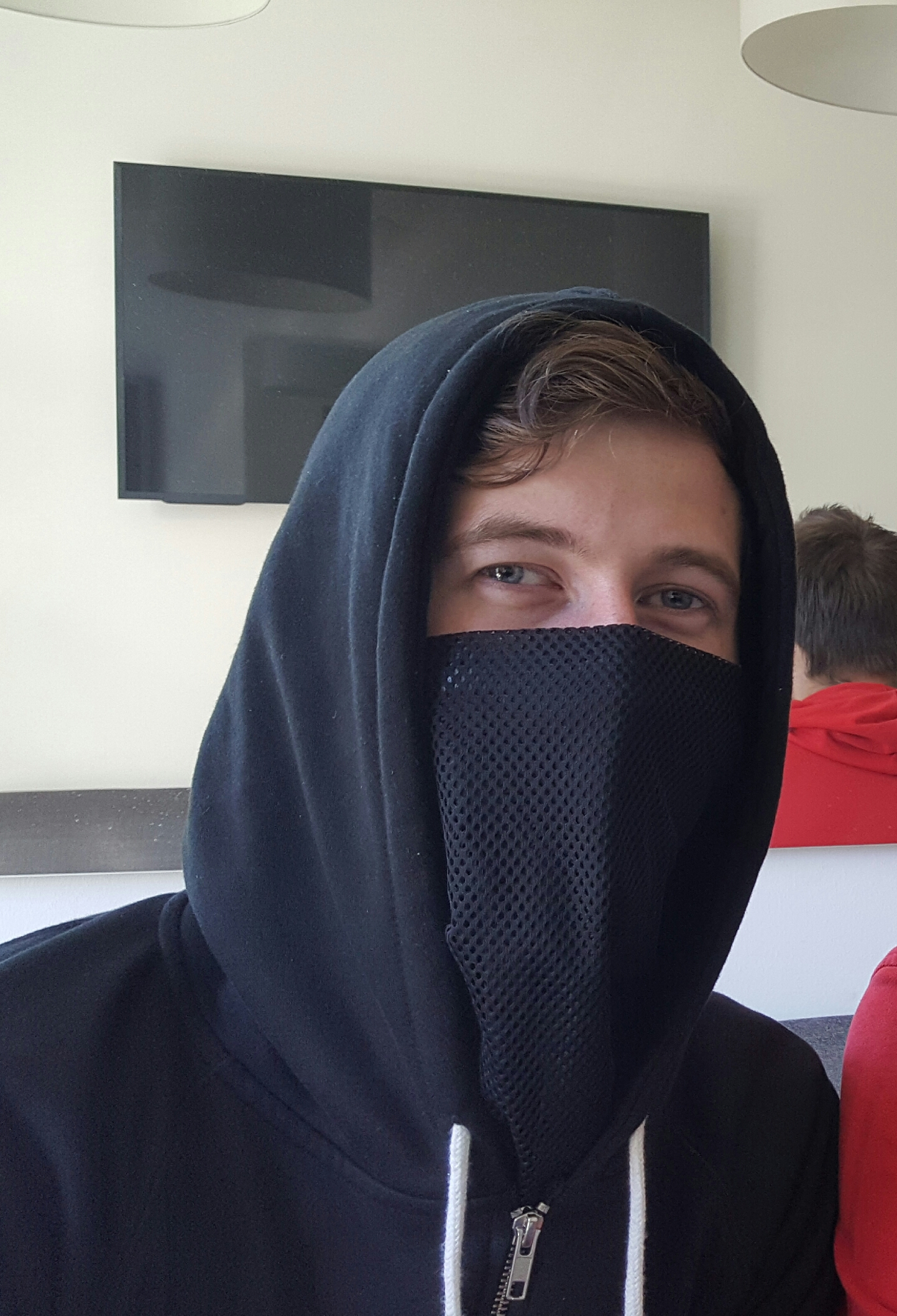
Alan Walker (* 1997)

- Walker, Alexander (1930–2003), britischer Filmkritiker und Biograph
- Walker, Algernon G. (1921–1997), US-amerikanischer Filmproduzent
- Walker, Alice (* 1944), US-amerikanische Schriftstellerin und politische AktivistinAlice Walker (* 1944)

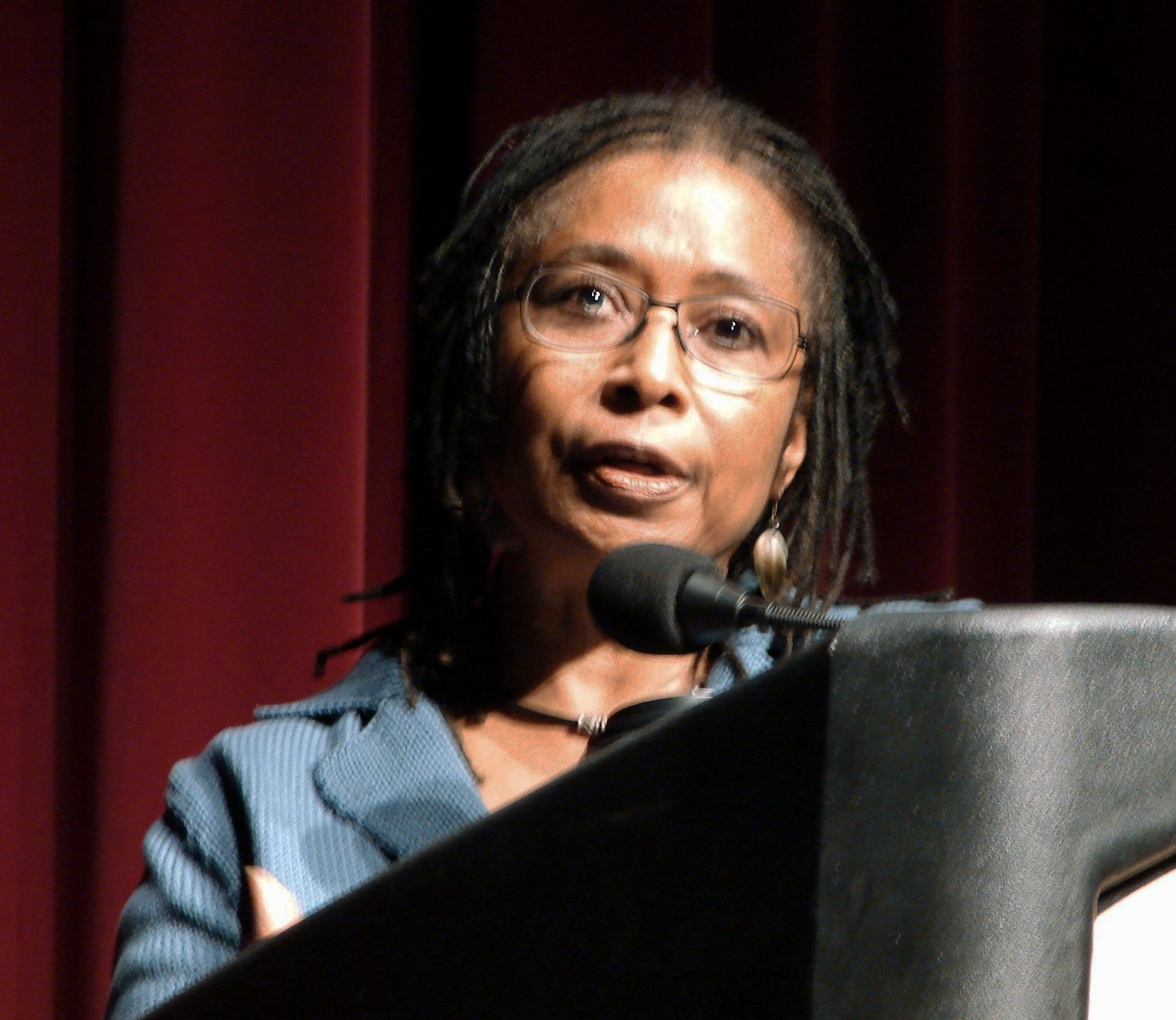
Alice Walker (* 1944)

- Walker, Alick (1925–1999), britischer Paläontologe
- Walker, Alister (* 1982), englisch-botswanischer Squashspieler
- Walker, Ally (* 1961), US-amerikanische Schauspielerin
- Walker, Alvin (1971–2022), US-amerikanischer Jazzmusiker (Posaune)
- Walker, Amara (* 1981), US-amerikanische Journalistin und Moderatorin
- Walker, Amasa (1799–1875), US-amerikanischer Politiker
- Walker, Andrew (* 1979), kanadischer Schauspieler
- Walker, Andrew Kevin (* 1964), US-amerikanischer Drehbuchautor
- Walker, Angela (* 1974), US-amerikanische Gewerkschafterin sowie Bus- und Lastwagenfahrerin
- Walker, Ann (1803–1854), britische Gutsbesitzerin
- Walker, Annie Louisa (1836–1907), britische Lehrerin und Autorin
- Walker, Antoine (* 1976), US-amerikanischer Basketballspieler
- Walker, Arnetia (* 1956), US-amerikanische Schauspielerin
- Walker, Art (* 1941), US-amerikanischer Dreispringer
- Walker, Arthur Earl (1907–1995), amerikanischer Neurochirurg
- Walker, Arthur Geoffrey (1909–2001), britischer Mathematiker
- Walker, Arthur George (1861–1939), britischer Bildhauer, Maler, Mosaikkünstler und Illustrator
- Walker, Ashley (* 1987), US-amerikanische Basketballspielerin
- Walker, Astia (* 1975), jamaikanische Sprinterin

###### Walker, B
- Walker, Barbro (* 1968), deutsche Pädagogin und Professorin für Kindheitspädagogik
- Walker, Benjamin (1753–1813), US-amerikanischer Politiker
- Walker, Benjamin (* 1982), US-amerikanischer SchauspielerBenjamin Walker (* 1982)

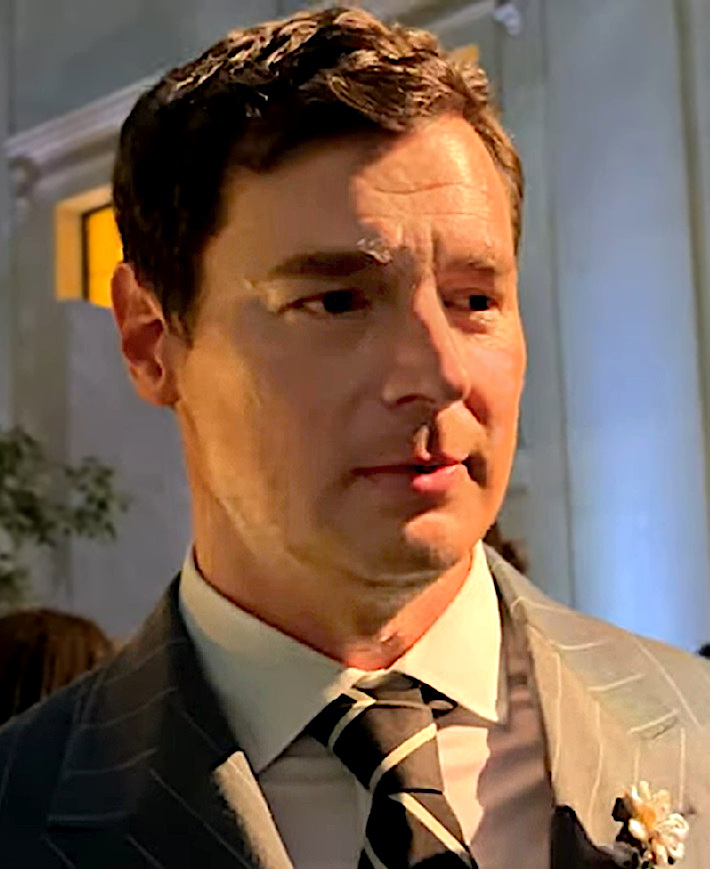
Benjamin Walker (* 1982)

- Walker, Bethany J. (* 1967), US-amerikanische Archäologin
- Walker, Bettina (1837–1893), irische Pianistin und Musikschriftstellerin
- Walker, Bill (1896–1992), US-amerikanischer Schauspieler
- Walker, Bill (* 1942), schottischer Politiker
- Walker, Bill (* 1951), US-amerikanischer Politiker
- Walker, Bill (* 1987), US-amerikanischer Basketballspieler
- Walker, Billy (1897–1964), englischer Fußballspieler und -trainer
- Walker, Billy (1929–2006), US-amerikanischer Country-Sänger
- Walker, Blind Willie (1896–1933), US-amerikanischer Blues-Musiker
- Walker, Brad (* 1981), US-amerikanischer Leichtathlet im Stabhochsprung
- Walker, Breeana (* 1992), australische Bobsportlerin
- Walker, Butch (* 1969), US-amerikanischer Musiker und Musikproduzent

###### Walker, C
- Walker, Caroline (* 1953), US-amerikanische Langstreckenläuferin
- Walker, Cecil (1900–1969), australischer Radrennfahrer
- Walker, Cecil (1924–2007), nordirischer Politiker (Ulster Unionist Party), Mitglied des House of Commons
- Walker, Charles C. B. (1824–1888), US-amerikanischer Politiker
- Walker, Charles D. (* 1948), US-amerikanischer Astronaut
- Walker, Charles T. (1858–1921), US-amerikanischer afroamerikanischer Prediger
- Walker, Charlie (1926–2008), US-amerikanischer Musiker
- Walker, Chet (1940–2024), US-amerikanischer Basketballspieler
- Walker, Chris (* 1967), englischer Squashspieler
- Walker, Chris (* 1972), britischer Motorradrennfahrer
- Walker, Christina (* 1971), österreichische Autorin, Gebrauchstexterin und Lektorin
- Walker, Cindy (1918–2006), US-amerikanische Countrymusikerin, Sängerin und Songschreiberin
- Walker, Clara (1926–2021), US-amerikanische Schwimmerin
- Walker, Clarence (1898–1957), südafrikanischer Boxer im Bantamgewicht
- Walker, Clay (* 1969), US-amerikanischer Country-Sänger
- Walker, Clifford (1877–1954), US-amerikanischer Politiker
- Walker, Clint (1927–2018), US-amerikanischer Schauspieler
- Walker, Clive (* 1957), englischer Fußballspieler
- Walker, Cody (* 1988), US-amerikanischer Schauspieler
- Walker, Colin, US-amerikanischer Schauspieler
- Walker, Colin (* 1956), britischer Bühnenbildner und freier Künstler
- Walker, Colin Charles (* 1952), britischer Botaniker
- Walker, Cyril Alexander (1939–2009), britischer Paläontologe und Ornithologe

###### Walker, D
- Walker, Damian (* 1969), US-amerikanischer Squashspieler
- Walker, Daniel (1922–2015), US-amerikanischer Politiker, Gouverneur von Illinois
- Walker, Daniel (* 1994), australischer Biathlet
- Walker, Daphne, britische Eiskunstläuferin
- Walker, Darryn (* 1972), englischer Snookerspieler
- Walker, Dave (1941–2024), australischer Automobilrennfahrer
- Walker, Dave (* 1945), britischer MusikerDave Walker (* 1945)

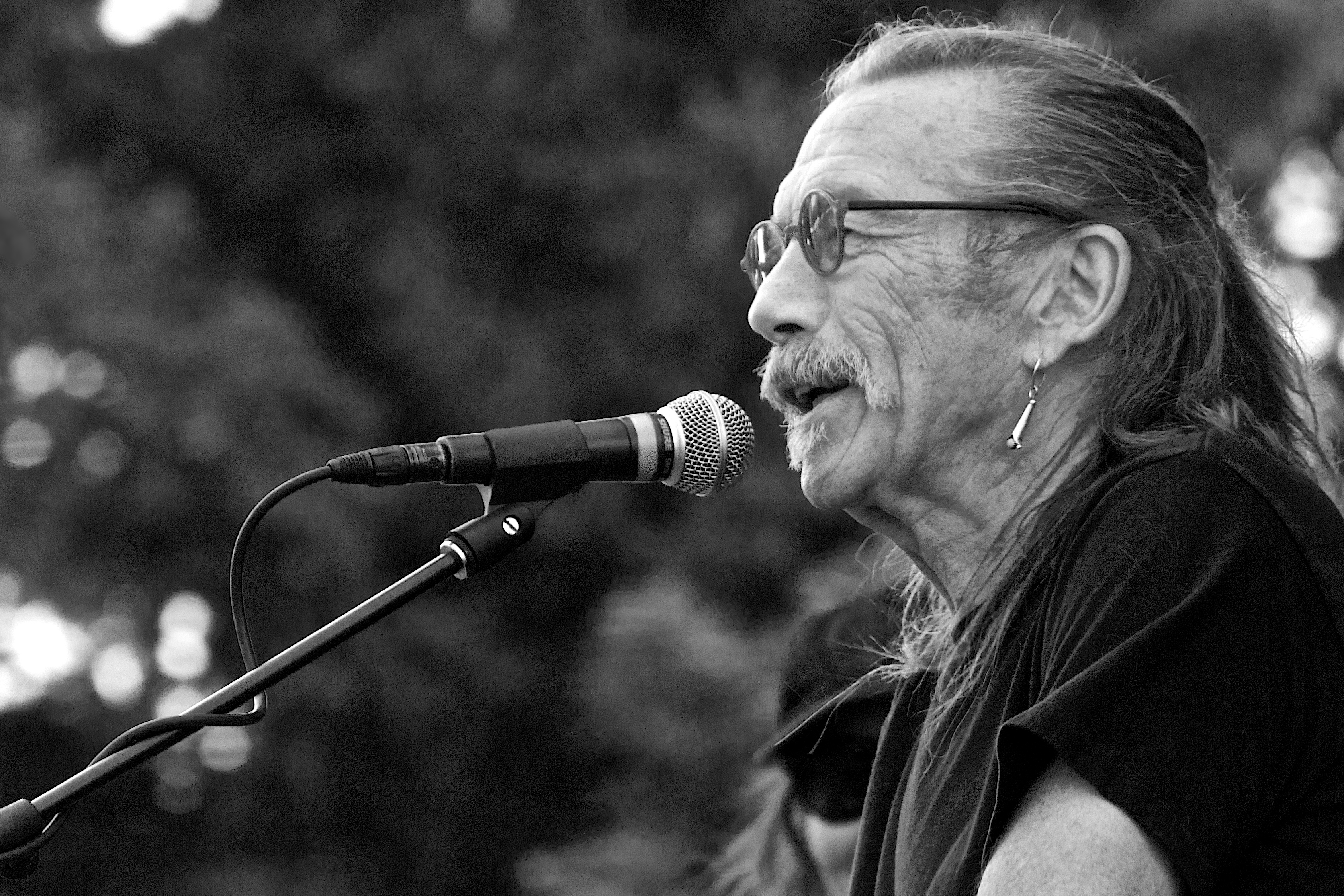
Dave Walker (* 1945)

- Walker, Dave (* 1945), britischer Weitspringer
- Walker, Dave (* 1964), kanadischer Freestyle-Skisportler
- Walker, David, neuseeländischer Diplomat und ehemaliger Vorsitzender des Dispute Settlement Body
- Walker, David (1763–1820), US-amerikanischer Politiker
- Walker, David (1785–1830), schwarzer Abolitionist
- Walker, David (* 1941), US-amerikanischer Journalist und Nachrichtensprecher
- Walker, David (* 1957), britischer Theologe; Bischof von Manchester
- Walker, David (* 1979), kanadischer Eishockeyspieler
- Walker, David Davis (1840–1918), US-amerikanischer Unternehmer
- Walker, David Esdaile (1907–1968), britischer Journalist und Nachrichtenagent
- Walker, David James (1905–1995), kanadischer Politiker
- Walker, David Louis (* 1938), australischer Geistlicher, emeritierter Bischof von Broken Bay
- Walker, David M. (1944–2001), US-amerikanischer Astronaut
- Walker, David S. (1815–1891), US-amerikanischer Jurist und Politiker
- Walker, Dawson (1916–1973), schottischer Fußballtrainer
- Walker, Delanie (* 1984), US-amerikanischer American-Football-Spieler
- Walker, Des (* 1965), englischer Fußballspieler
- Walker, Doak (1927–1998), amerikanischer American-Football-Spieler und Gewinner der Heisman Trophy 1948
- Walker, Dominic (* 1948), britischer anglikanischer Bischof
- Walker, Don (1907–1989), US-amerikanischer Arrangeur, Komponist und Dirigent
- Walker, Donald (* 1958), kanadischer Manager, Vorstand von Magna International Inc.
- Walker, Douglas (* 1973), britischer Sprinter
- Walker, Douglas (* 1981), US-amerikanischer Drehbuchautor, Filmproduzent und Filmkritiker
- Walker, Dreama (* 1986), US-amerikanische SchauspielerinDreama Walker (* 1986)

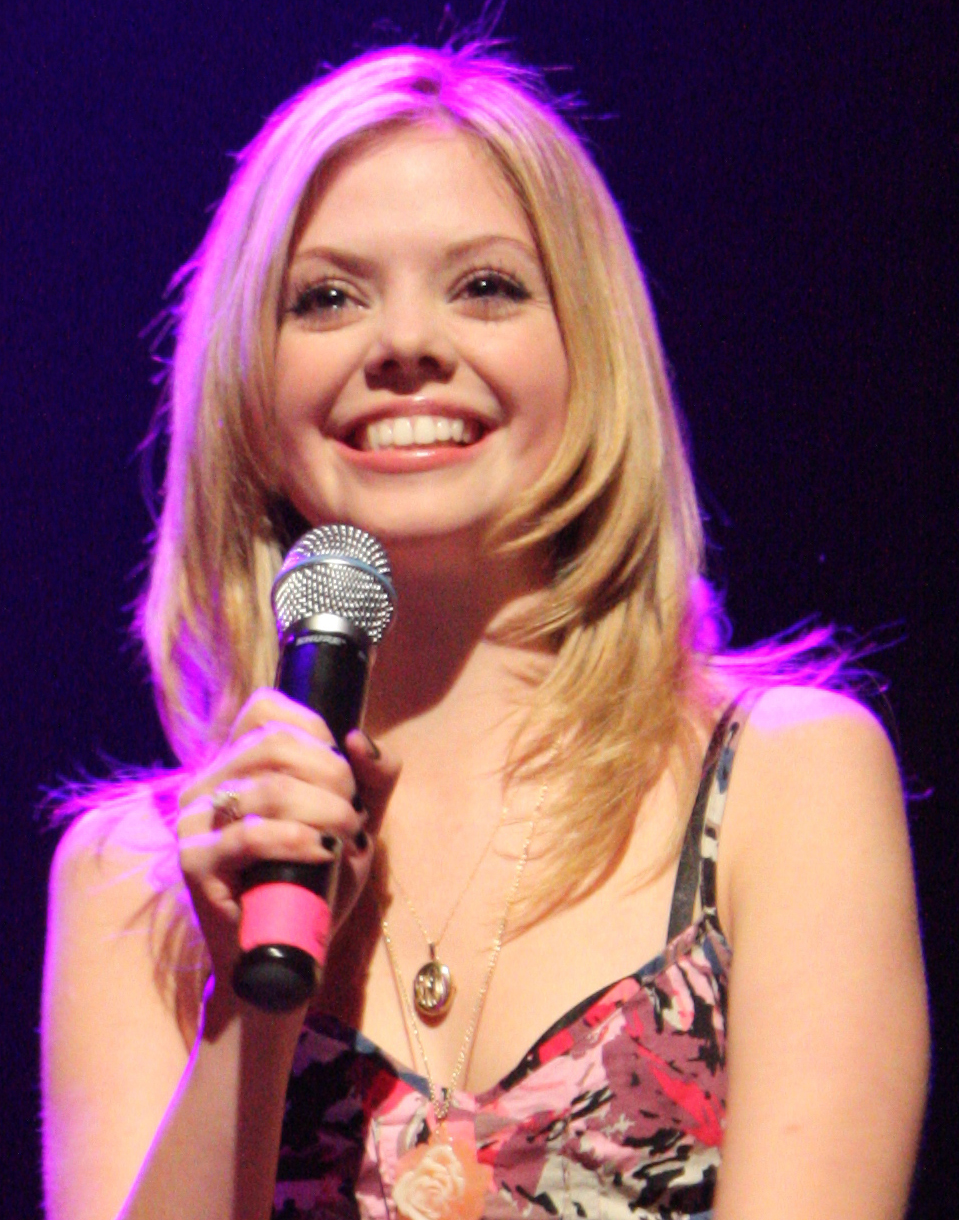
Dreama Walker (* 1986)

- Walker, Dylan (* 1994), australischer Rugby-League-Spieler

###### Walker, E
- Walker, E. Cardon (1916–2005), US-amerikanischer Manager
- Walker, E. S. Johnny (1911–2000), US-amerikanischer Politiker
- Walker, Eamonn (* 1962), britischer Schauspieler
- Walker, Edmund Murton (1877–1969), kanadischer Entomologe
- Walker, Edward Craven (1918–2000), englischer Wissenschaftler
- Walker, Edwin Anderson (1909–1993), US-amerikanischer GeneralmajorEdwin Anderson Walker (1909–1993)

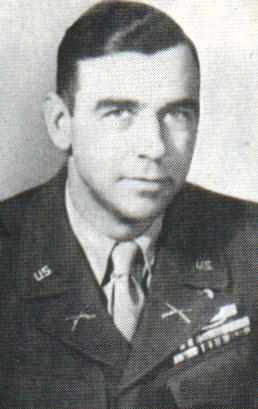
Edwin Anderson Walker (1909–1993)

- Walker, Eli (* 1970), US-amerikanischer Biathlet
- Walker, Emery (1851–1933), englischer Drucker und Typograph
- Walker, Emmett H. (1924–2007), US-amerikanischer Offizier, Generalleutnant der US-Army
- Walker, Ernest P. (1891–1969), US-amerikanischer Zoologe
- Walker, Ernst (1887–1955), deutscher Architekt und Politiker (DemP, FDP)

###### Walker, F
- Walker, Felix (1753–1828), US-amerikanischer Politiker
- Walker, Felix (* 1935), Schweizer Politiker, ehemaliger Vorsitzender der Geschäftsleitung der Schweizer Raiffeisenkassen
- Walker, Francis (1764–1806), US-amerikanischer Politiker
- Walker, Francis (1809–1874), britischer Entomologe
- Walker, Francis Amasa (1840–1897), US-amerikanischer Statistiker und Nationalökonom
- Walker, François (1888–1951), französischer Turner
- Walker, Frank (1942–2012), australischer Politiker
- Walker, Frank (* 1943), britischer Politiker, Chief Minister von Jersey
- Walker, Frank C. (1886–1959), US-amerikanischer Politiker (Demokratische Partei)
- Walker, Fred (* 1884), englischer Fußballspieler und -trainer
- Walker, Frederic John (1896–1944), britischer Offizier der Royal Navy, U-Boot-Jäger im Zweiten Weltkrieg
- Walker, Freeman (1780–1827), US-amerikanischer Politiker (Demokratisch-Republikanische Partei)

###### Walker, G
- Walker, Garry (* 1974), schottischer Dirigent
- Walker, Gary (* 1942), amerikanischer Musiker
- Walker, Gene (1938–2014), US-amerikanischer R&B- und Jazzmusiker
- Walker, Geoff (* 1985), kanadischer Curler
- Walker, Geoff (* 1987), kanadischer Eishockeyspieler
- Walker, Geordie (1958–2023), britischer RockmusikerGeordie Walker (1958–2023)

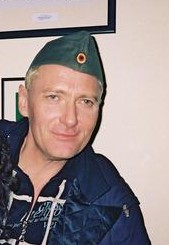
Geordie Walker (1958–2023)

- Walker, George (1763–1819), US-amerikanischer Politiker der Demokratisch-Republikanischen Partei
- Walker, George (1803–1879), englischer Schachspieler
- Walker, George (1873–1911), afroamerikanischer Entertainer, Vaudevilleschauspieler und -produzent
- Walker, George (1922–2018), US-amerikanischer Komponist und Musikpädagoge
- Walker, George Herbert (1875–1953), US-amerikanischer Bankier
- Walker, George Herbert Jr. (1905–1977), US-amerikanischer Kaufmann
- Walker, George P. L. (1926–2005), britischer Vulkanologe
- Walker, Gilbert (1868–1958), britischer Meteorologe und Physiker
- Walker, Gilbert Carlton (1833–1885), US-amerikanischer Politiker
- Walker, Glenn D. (1916–2002), US-amerikanischer Militär, Generalleutnant der US Army
- Walker, Graham (1896–1962), britischer Motorradrennfahrer und Journalist
- Walker, Gustav (1868–1944), österreichischer Rechtswissenschaftler und Verfassungsrichter

###### Walker, H
- Walker, H. M. (1885–1937), US-amerikanischer Drehbuchautor
- Walker, Hal (1896–1972), US-amerikanischer Regieassistent und Filmregisseur
- Walker, Hans (* 1953), deutscher Politiker (CDU) und Landrat
- Walker, Harold (1862–1934), englischer Generalleutnant
- Walker, Harold Berners (* 1932), britischer Diplomat
- Walker, Harold, Baron Walker of Doncaster (1927–2003), britischer Politiker (Labour Party), Mitglied des House of Commons, Life Peer
- Walker, Harrison (1910–2003), US-amerikanischer Journalist und Fotograf
- Walker, Harry C. (1873–1932), US-amerikanischer Rechtsanwalt und Politiker (Demokratische Partei)
- Walker, Helen (1920–1968), US-amerikanische Schauspielerin
- Walker, Herbert Samuel (1924–2017), jamaikanischer Diplomat

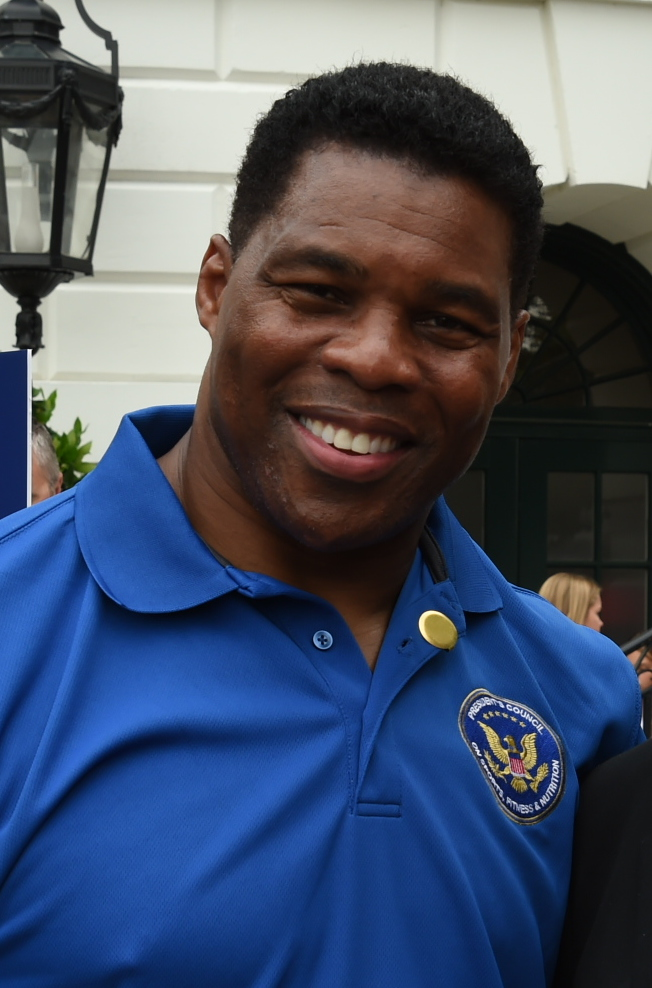
Herschel Walker (* 1962)

- Walker, Herschel (* 1962), US-amerikanischer American-Football-Spieler, Bobfahrer und PolitikerHerschel Walker (* 1962)
- Walker, Hezekiah (* 1962), US-amerikanischer Gospelsänger, Singer-Songwriter und Pastor
- Walker, Hillary J. (* 1975), US-amerikanische Schauspielerin
- Walker, Horace (1838–1908), britischer Alpinist
- Walker, Horatio (1858–1938), kanadischer Fotograf und Maler
- Walker, Hugh (1888–1958), schottischer Hockeyspieler
- Walker, Hugh (1942–2008), US-amerikanischer Jazzmusiker

###### Walker, I
- Walker, Ian (* 1970), britischer Segler
- Walker, Ian (* 1971), englischer Fußballtorhüter
- Walker, Ignacio (* 1956), chilenischer Politiker
- Walker, Isaac P. (1815–1872), US-amerikanischer Politiker (Demokratische Partei)

###### Walker, J
- Walker, Jack D. (1922–2005), US-amerikanischer Politiker
- Walker, Jackie, US-amerikanischer Rockabilly-, Doo-Wop- und Pop-Sänger
- Walker, Jalon (* 2004), US-amerikanischer American-Football-Spieler
- Walker, James, englischer Druckgraphiker, tätig in London und Sankt Petersburg
- Walker, James (1781–1862), schottischer Bauingenieur
- Walker, James (1863–1935), englischer Chemiker
- Walker, James (* 1897), südafrikanischer Radrennfahrer
- Walker, James (* 1957), US-amerikanischer Hürdenläufer und Sprinter
- Walker, James (* 1983), britischer Rennfahrer
- Walker, James A. (1832–1901), US-amerikanischer Politiker
- Walker, James Anthony (* 1950), US-amerikanischer Komponist
- Walker, James D. (1830–1906), US-amerikanischer Politiker
- Walker, James P. (1851–1890), US-amerikanischer Politiker
- Walker, James Thomas (1826–1896), britischer Geodät
- Walker, Jamie (* 1993), schottischer Fußballspieler
- Walker, Jarace (* 2003), US-amerikanischer Basketballspieler
- Walker, Jarvis (* 1966), US-amerikanischer Basketballspieler
- Walker, Jason (* 1988), US-amerikanischer Musiker
- Walker, Javon (* 1978), US-amerikanischer American-Football-Spieler
- Walker, Jearl (* 1945), US-amerikanischer Physiker
- Walker, Jeff (* 1969), britischer Musiker
- Walker, Jeffery T. (* 1962), US-amerikanischer Kriminologe
- Walker, Jeffrey (* 1982), australischer Schauspieler und Regisseur
- Walker, Jelani (* 1998), jamaikanischer Sprinter
- Walker, Jerry Jeff (1942–2020), US-amerikanischer Folk- und Country-Musiker, Sänger und Songwriter
- Walker, Jesse (* 1970), US-amerikanischer Herausgeber des Magazins Reason
- Walker, Jim (* 1947), englischer Fußballspieler
- Walker, Jimmy (1881–1946), US-amerikanischer PolitikerJimmy Walker (1881–1946)

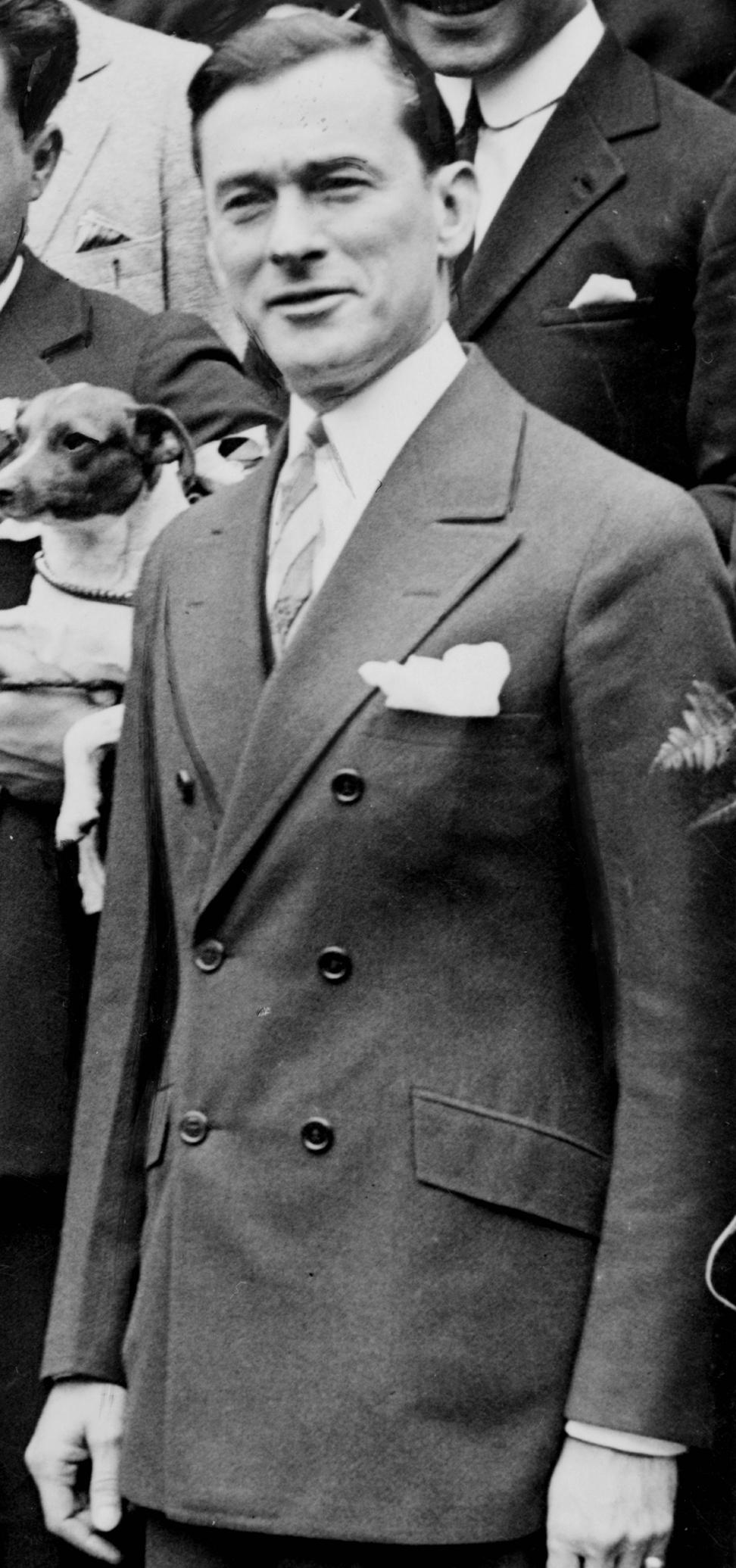
Jimmy Walker (1881–1946)

- Walker, Jimmy, englischer Tischtennisspieler
- Walker, Jimmy (* 1973), englischer Fußballspieler
- Walker, Jimmy (* 1979), US-amerikanischer Golfer
- Walker, Joe, britischer Filmeditor
- Walker, Joe Louis (1949–2025), US-amerikanischer Blues-GitarristJoe Louis Walker (1949–2025)

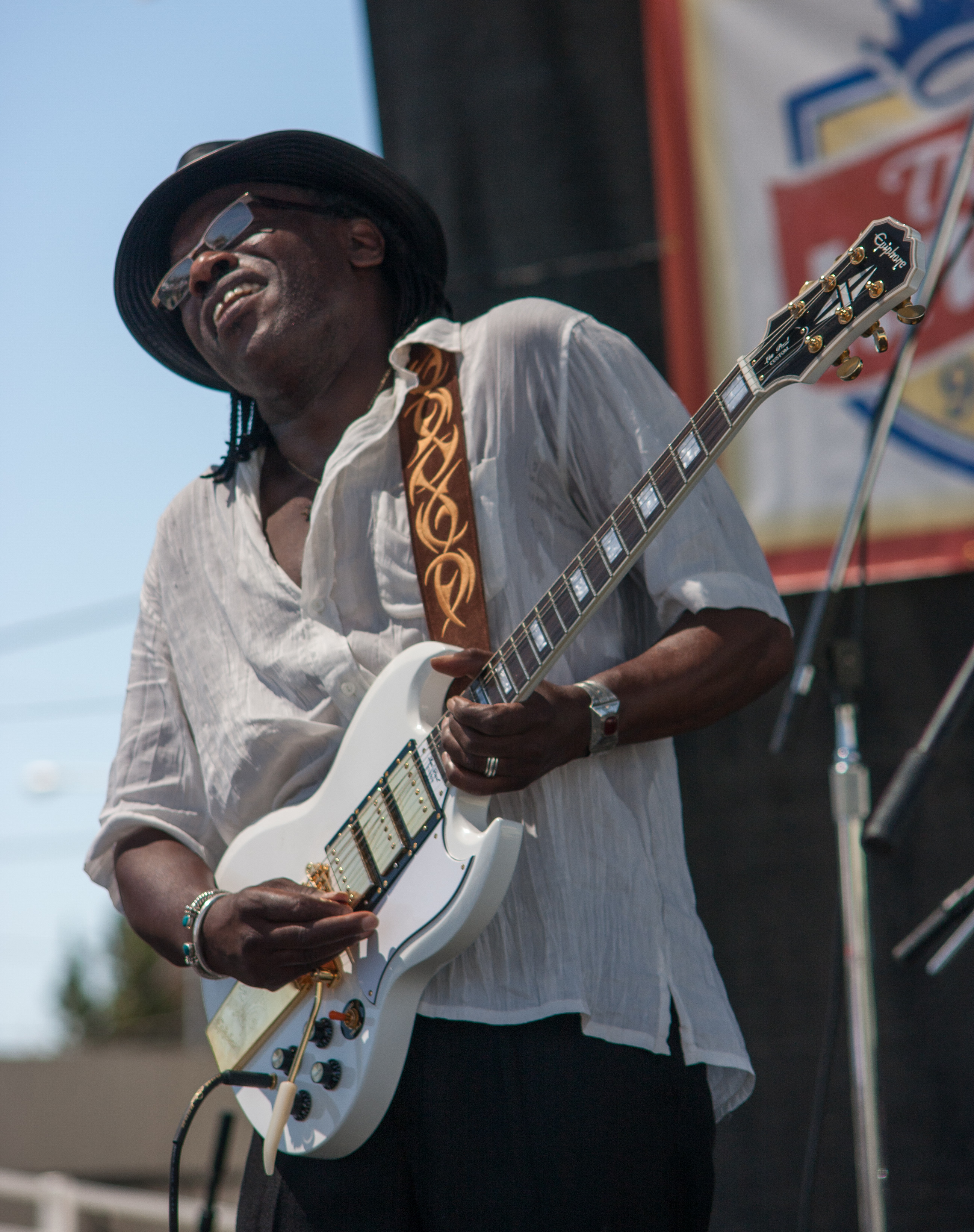
Joe Louis Walker (1949–2025)

- Walker, Joel (* 1994), englischer Snookerspieler
- Walker, John (1731–1803), schottischer reformierter Theologe und Naturforscher
- Walker, John (1744–1809), US-amerikanischer Politiker
- Walker, John (1781–1859), englischer Apotheker und Erfinder des Streichholzes
- Walker, John (1805–1857), schottischer Whiskyfabrikant und Begründer der Johnnie Walker-Whiskydynastie
- Walker, John (1873–1937), schottischer Fußballspieler
- Walker, John (1906–1995), US-amerikanischer Kunsthistoriker
- Walker, John (* 1939), britischer Maler und Druckgrafiker
- Walker, John (1949–2024), US-amerikanischer Gründer der Softwarefirma Autodesk
- Walker, John (* 1952), neuseeländischer Leichtathlet
- Walker, John (* 1956), US-amerikanischer Filmproduzent
- Walker, John (* 1964), deutscher Eishockeyspieler
- Walker, John Anthony (1937–2014), US-amerikanischer Kommunikationsexperte und Spion
- Walker, John E. (* 1941), britischer Biochemiker, Nobelpreis für Chemie 1997
- Walker, John Randall (1874–1942), US-amerikanischer Politiker
- Walker, John Williams (1783–1823), US-amerikanischer Politiker
- Walker, Johnnie (1894–1949), amerikanischer Schauspieler und Produzent
- Walker, Johnnie (1945–2024), britischer Hörfunkmoderator und DJ
- Walker, Johnnie (* 1987), australischer Radrennfahrer
- Walker, Johnny (1927–1999), US-amerikanischer Blues-Pianist und Organist
- Walker, Jordan (* 1997), US-amerikanischer Basketballspieler
- Walker, Joseph (1892–1985), US-amerikanischer Kameramann
- Walker, Joseph (* 1987), US-amerikanischer Schauspieler und Musicaldarsteller
- Walker, Joseph Albert (1921–1966), US-amerikanischer TestpilotJoseph Albert Walker (1921–1966)

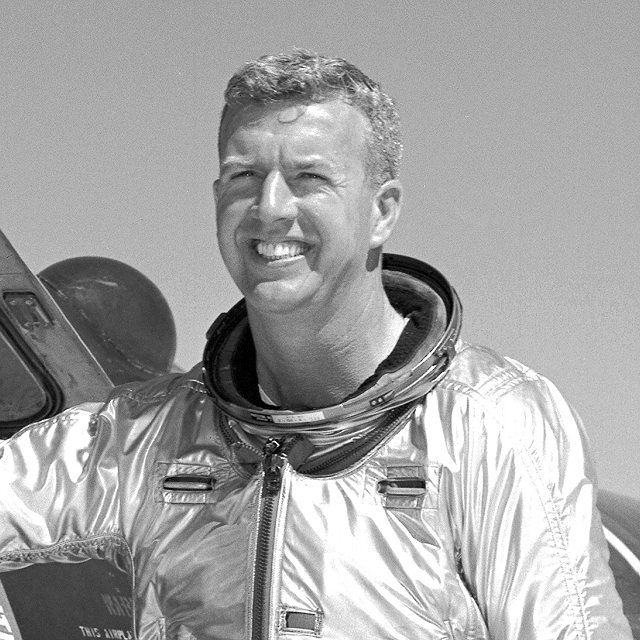
Joseph Albert Walker (1921–1966)

- Walker, Joseph H. (1829–1907), US-amerikanischer Politiker
- Walker, Joseph Marshall (1784–1856), US-amerikanischer Politiker
- Walker, Joseph R. (1798–1876), US-amerikanischer Mountain Man und Pionier
- Walker, Joyce (* 1921), australische Sprinterin
- Walker, Jr. (1931–1995), US-amerikanischer Tenorsaxophonist
- Walker, Judy, australische Badmintonspielerin
- Walker, Juleigh, US-amerikanische Skeletonpilotin
- Walker, Julian (* 1986), Schweizer Eishockeyspieler

###### Walker, K
- Walker, Kara (* 1969), US-amerikanische Künstlerin
- Walker, Karen (* 1969), englische Fußballspielerin
- Walker, Karl (1904–1975), deutscher Sozialwissenschaftler und Politiker (SPD)
- Walker, Kathryn (* 1943), US-amerikanische Schauspielerin
- Walker, Keith (1930–1996), englischer Fußballschiedsrichter
- Walker, Keith A. (1935–1996), amerikanischer Filmschauspieler, Hörfunkmoderator, Fernsehmoderator und Drehbuchautor
- Walker, Kemba (* 1990), US-amerikanischer BasketballspielerKemba Walker (* 1990)

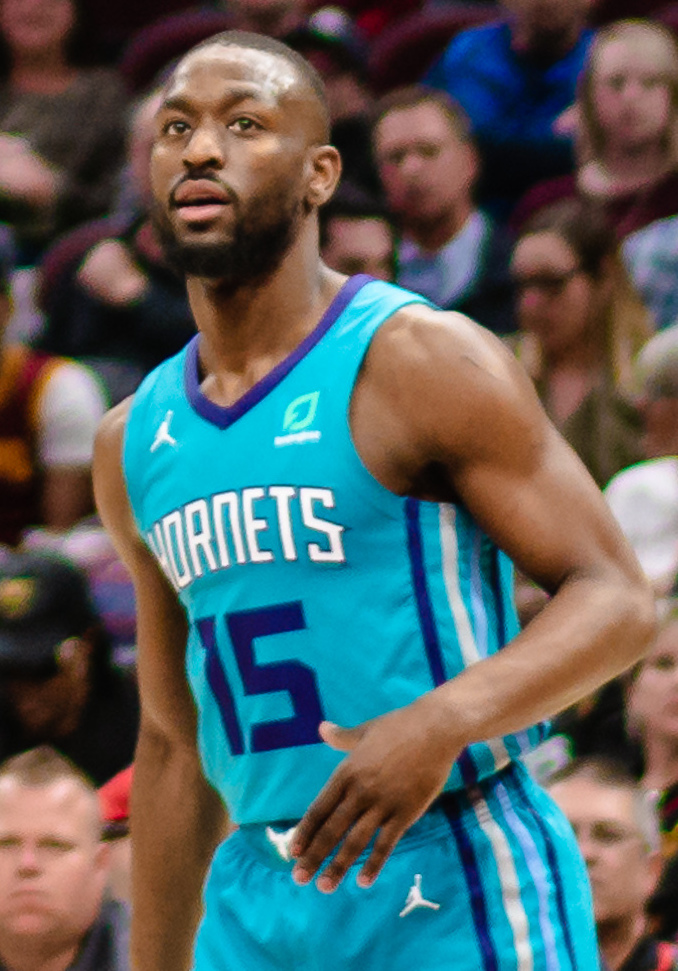
Kemba Walker (* 1990)

- Walker, Kenneth III (* 2000), US-amerikanischer American-Football-Spieler
- Walker, Kevin (* 1989), schwedischer Fußballspieler
- Walker, Kim (1968–2001), US-amerikanische Schauspielerin
- Walker, Kirby, US-amerikanischer Jazzmusiker
- Walker, Klaus-Eckhard (* 1952), deutscher Rechtsanwalt und Politiker (SPD, parteilos)
- Walker, Kristina (* 1996), kanadische Ruderin
- Walker, Kurt (* 1995), irischer Boxer
- Walker, Kyle (* 1990), englischer FußballspielerKyle Walker (* 1990)

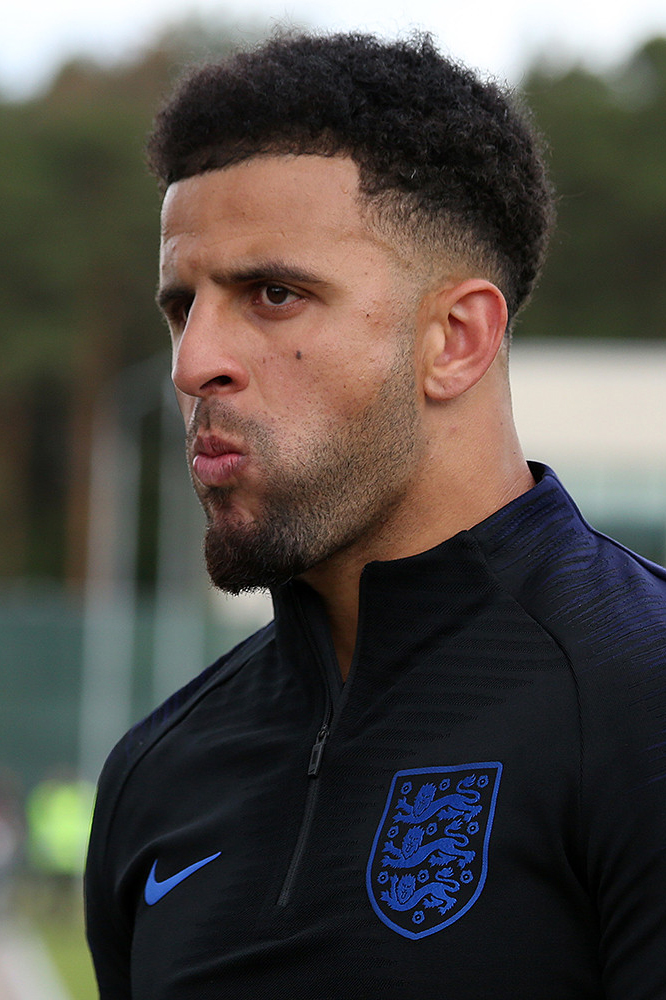
Kyle Walker (* 1990)

###### Walker, L
- Walker, Lamar, jamaikanischer Fußballspieler
- Walker, Laura (* 1970), US-amerikanische Schwimmerin
- Walker, Lee (* 1976), walisischer Snookerspieler
- Walker, Leila (* 2005), neuseeländische Radrennfahrerin
- Walker, Leroy Pope (1817–1884), US-amerikanischer Politiker, Kriegsminister der Konföderierten und CS-General
- Walker, LeRoy T. (1918–2012), US-amerikanischer Trainer und Sportfunktionär
- Walker, Lesley (* 1945), britische Filmeditorin
- Walker, Lewis L. (1873–1944), US-amerikanischer Politiker
- Walker, Liam (* 1988), gibraltarischer Fußballspieler
- Walker, Liquit (* 1985), deutscher Rapper
- Walker, Lonnie (* 1998), US-amerikanischer Basketballspieler
- Walker, Louise (* 1951), kanadische Hochspringerin
- Walker, Lucius M. (1829–1863), US-amerikanischer General der Konföderierten im Sezessionskrieg
- Walker, Lucy, US-amerikanische Dokumentarfilmerin
- Walker, Lucy (1836–1916), britische Alpinistin
- Walker, Ludwig (1879–1959), Schweizer Politiker (KVP)
- Walker, Luise (1910–1998), österreichische Gitarristin

###### Walker, M
- Walker, Madam C. J. (1867–1919), US-amerikanische Unternehmerin, Philanthropin und politische und soziale AktivistinMadam C. J. Walker (1867–1919)

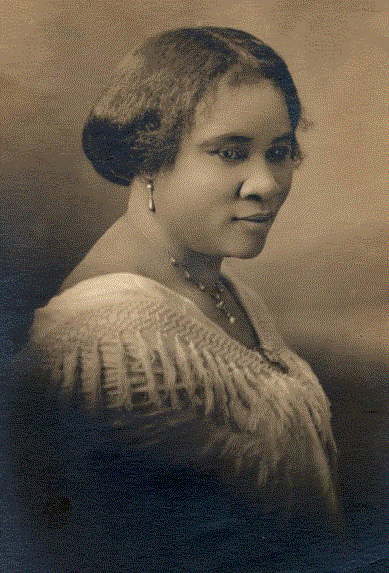
Madam C. J. Walker (1867–1919)

- Walker, Maggie (1867–1934), US-amerikanische Lehrerin und Managerin
- Walker, Magnus (* 1967), britischer Modedesigner
- Walker, Mandy (* 1963), australische Kamerafrau beim Film
- Walker, Marc (* 1972), britischer Biathlet
- Walker, Marco (* 1970), Schweizer Fußballspieler
- Walker, Marcy (* 1961), amerikanische Schauspielerin
- Walker, Margaret (1915–1998), US-amerikanische Schriftstellerin, Dichterin und Hochschullehrerin
- Walker, Margaret (1925–2016), britische Sprinterin
- Walker, Marjorie (1906–1992), US-amerikanische Künstlerin
- Walker, Mark (* 1959), US-amerikanischer Wissenschaftshistoriker
- Walker, Mark (* 1961), US-amerikanischer Jazz-Schlagzeuger
- Walker, Mark (* 1969), US-amerikanischer Politiker
- Walker, Markus (* 2006), dänischer Fußballspieler
- Walker, Martin (* 1947), schottischer Historiker, Journalist und SchriftstellerMartin Walker (* 1947)

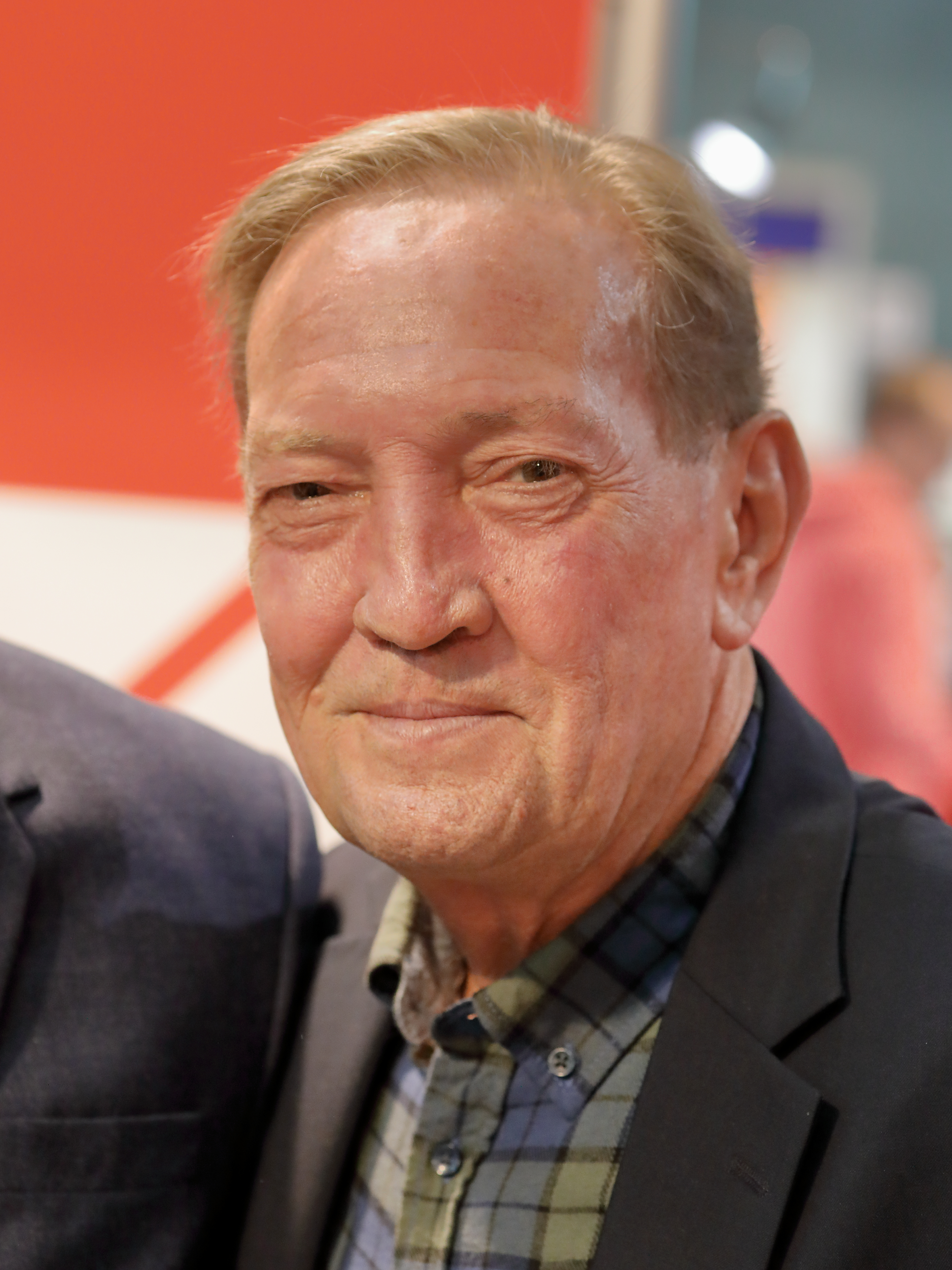
Martin Walker (* 1947)

- Walker, Mary Chase (1828–1899), US-amerikanische Lehrerin und Frauenrechtlerin
- Walker, Mary Edwards (1832–1919), US-amerikanische Ärztin und Frauenrechtlerin
- Walker, Mary Russell (1846–1938), schottisch-britische Schulleiterin
- Walker, Mary Willis (1942–2023), amerikanische Schriftstellerin
- Walker, Mathilde (* 1842), deutsche Dichterin
- Walker, Matt (* 1999), britischer Mountainbiker
- Walker, Matthew (* 1942), kanadisch-britischer Schauspieler
- Walker, Matthew (* 1980), kanadischer Eishockeyspieler
- Walker, Max (* 2001), britischer Radrennfahrer
- Walker, Mel (1914–2000), US-amerikanischer Hochspringer
- Walker, Melaine (* 1983), jamaikanische Hürdenläuferin
- Walker, Melissa (* 1964), amerikanische Jazzsängerin
- Walker, Meriwether Lewis (1869–1947), US-amerikanischer Armeeoffizier und Gouverneur der Panamakanalzone
- Walker, Michael, Baron Walker of Aldringham (* 1944), britischer ehemaliger General der British Army, Chief of the General Staff und Life Peer
- Walker, Mickey (1901–1981), US-amerikanischer Boxer
- Walker, Mike (* 1945), walisischer Fußballspieler und -trainer
- Walker, Mike (* 1949), US-amerikanischer Badmintonspieler
- Walker, Mike (* 1962), britischer Jazzgitarrist
- Walker, Miles (* 1940), britischer Geschäftsmann, Politiker der Isle of Man
- Walker, Mollie (1909–2022), walisische Supercentenarian und Altersrekordlerin
- Walker, Mort (1923–2018), US-amerikanischer Comiczeichner und -autor
- Walker, Murray (1923–2021), britischer Formel-1-KommentatorMurray Walker (1923–2021)

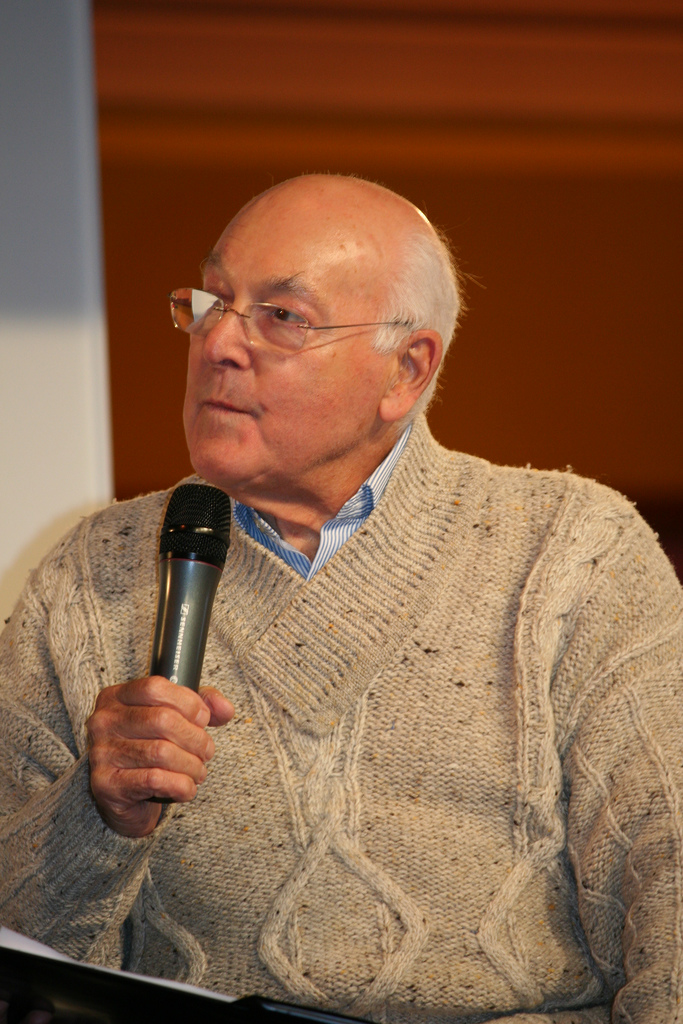
Murray Walker (1923–2021)

- Walker, Mykal (* 1997), US-amerikanischer American-Football-Spieler

###### Walker, N
- Walker, Nancy (1922–1992), US-amerikanische Schauspielerin
- Walker, Nate, US-amerikanischer Schauspieler, Drehbuchautor und Filmproduzent
- Walker, Nathalie (* 1979), Schauspielerin
- Walker, Nathan (* 1994), australischer Eishockeyspieler
- Walker, Neil (* 1976), US-amerikanischer Schwimmsportler
- Walker, Neil (* 1985), US-amerikanischer Baseballspieler
- Walker, Nella (1886–1971), US-amerikanische Schauspielerin
- Walker, Nicholas (* 1988), australischer Radrennfahrer
- Walker, Nick (* 1973), englischer Snookerspieler
- Walker, Nicola (* 1970), britische SchauspielerinNicola Walker (* 1970)

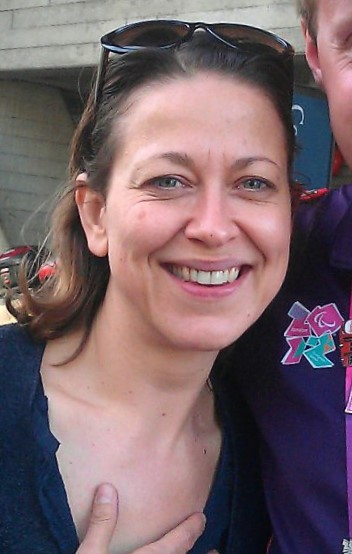
Nicola Walker (* 1970)

- Walker, Nigel (1917–2014), britischer Kriminologe
- Walker, Nigel (* 1963), britischer Hürdenläufer
- Walker, Norman W. (1886–1985), US-amerikanischer Geschäftsmann und Autor

###### Walker, O
- Walker, Olene S. (1930–2015), US-amerikanische Politikerin
- Walker, Oliver (* 1985), britischer Schauspieler und Synchronsprecher

###### Walker, P
- Walker, Pascale (* 1995), Schweizer Ruderin
- Walker, Patrick (* 1959), irischer Fußballspieler und -trainer
- Walker, Paul (* 1946), US-amerikanischer Politikwissenschaftler und Aktivist gegen Chemiewaffen
- Walker, Paul (1973–2013), US-amerikanischer Schauspieler und FilmproduzentPaul Walker (1973–2013)

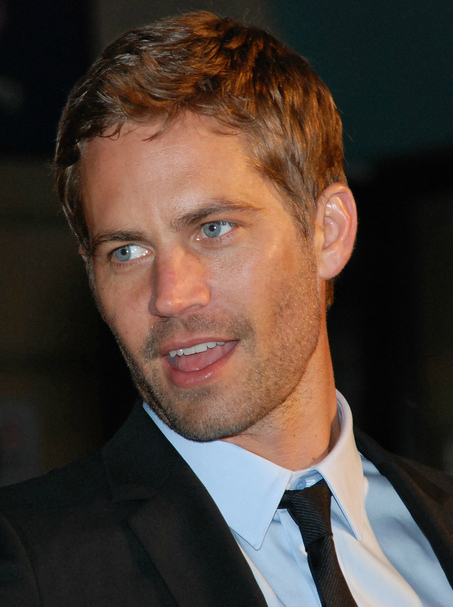
Paul Walker (1973–2013)

- Walker, Paul (* 1973), britischer Mittelstreckenläufer
- Walker, Paul (* 1985), britischer Stabhochspringer
- Walker, Pax (1920–2007), britische Filmschauspielerin
- Walker, Percy (1812–1880), US-amerikanischer Politiker
- Walker, Peter (1912–1984), britischer Automobilrennfahrer
- Walker, Peter (1919–2010), britischer anglikanischer Theologe und Bischof von Ely
- Walker, Peter (* 1932), US-amerikanischer Landschaftsarchitekt
- Walker, Peter (1949–2015), britischer Diplomat, Politiker und Offizier der Royal Air Force
- Walker, Peter Martin Brabazon (1922–2006), britischer Molekularbiologe
- Walker, Peter, Baron Walker of Worcester (1932–2010), britischer Politiker (Conservative Party), Mitglied des House of Commons
- Walker, Philip, britischer Kernphysiker
- Walker, Phillip (1937–2010), US-amerikanischer Bluesmusiker
- Walker, Polly (* 1966), britische Filmschauspielerin
- Walker, Prentiss (1917–1998), US-amerikanischer Politiker

###### Walker, Q
- Walker, Quay (* 2000), US-amerikanischer American-Football-Spieler
- Walker, Quock (* 1753), US-amerikanischer Sklave, welcher die amerikanische Rechtsentwicklung prägte

###### Walker, R
- Walker, Raphael (* 1977), Schweizer Politiker (Grüne)
- Walker, Rebecca (* 1969), US-amerikanische Schriftstellerin, politische Aktivistin und Verlegerin
- Walker, Reggie (1889–1951), südafrikanischer Sprinter
- Walker, Rhys (* 1994), englischer Badmintonspieler
- Walker, Richard (* 1960), britischer römisch-katholischer Geistlicher, Weihbischof in Birmingham
- Walker, Richard L. (1922–2003), US-amerikanischer Diplomat, Historiker, Ostasienwissenschaftler und Hochschullehrer
- Walker, Richard Wilde (1823–1874), US-amerikanischer Jurist und Politiker
- Walker, Rob (1917–2002), britischer RennstallbesitzerRob Walker (1917–2002)

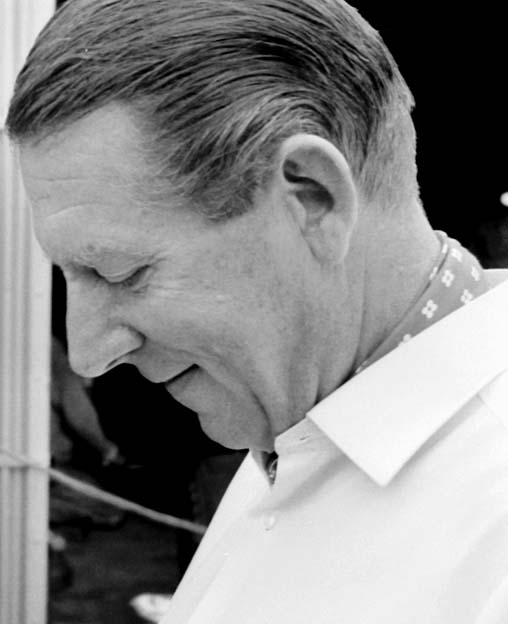
Rob Walker (1917–2002)

- Walker, Robert (1857–1936), schottischer Fußballspieler
- Walker, Robert (1909–1992), US-amerikanischer Mathematiker
- Walker, Robert (1918–1951), US-amerikanischer Schauspieler
- Walker, Robert (1961–2015), kanadischer Animator und Filmregisseur
- Walker, Robert J. (1801–1869), US-amerikanischer Politiker
- Walker, Robert Jarvis Cochran (1838–1903), US-amerikanischer Politiker
- Walker, Robert junior (1940–2019), US-amerikanischer Schauspieler
- Walker, Robert M. (* 1948), US-amerikanischer Politiker
- Walker, Robert Smith (* 1942), US-amerikanischer Politiker
- Walker, Robert, Baron Walker of Gestingthorpe (1938–2023), britischer Jurist
- Walker, Roger G. (* 1939), kanadischer Geologe
- Walker, Ronald (1907–1948), englischer Gewichtheber
- Walker, Roy (1931–2013), US-amerikanischer Artdirector und Szenenbildner

###### Walker, S
- Walker, Sam S. (1925–2015), US-amerikanischer Offizier, General der US-Army
- Walker, Samuel (1714–1761), britischer Geistlicher der Church of England
- Walker, Samuel (1883–1960), britischer Turner
- Walker, Samuel (* 1995), englischer Tischtennisspieler
- Walker, Sarah (* 1988), neuseeländische BMX-Fahrerin
- Walker, Sarah (* 1989), englische Badmintonspielerin
- Walker, Scott (1943–2019), US-amerikanischer Sänger und BassistScott Walker (1943–2019)

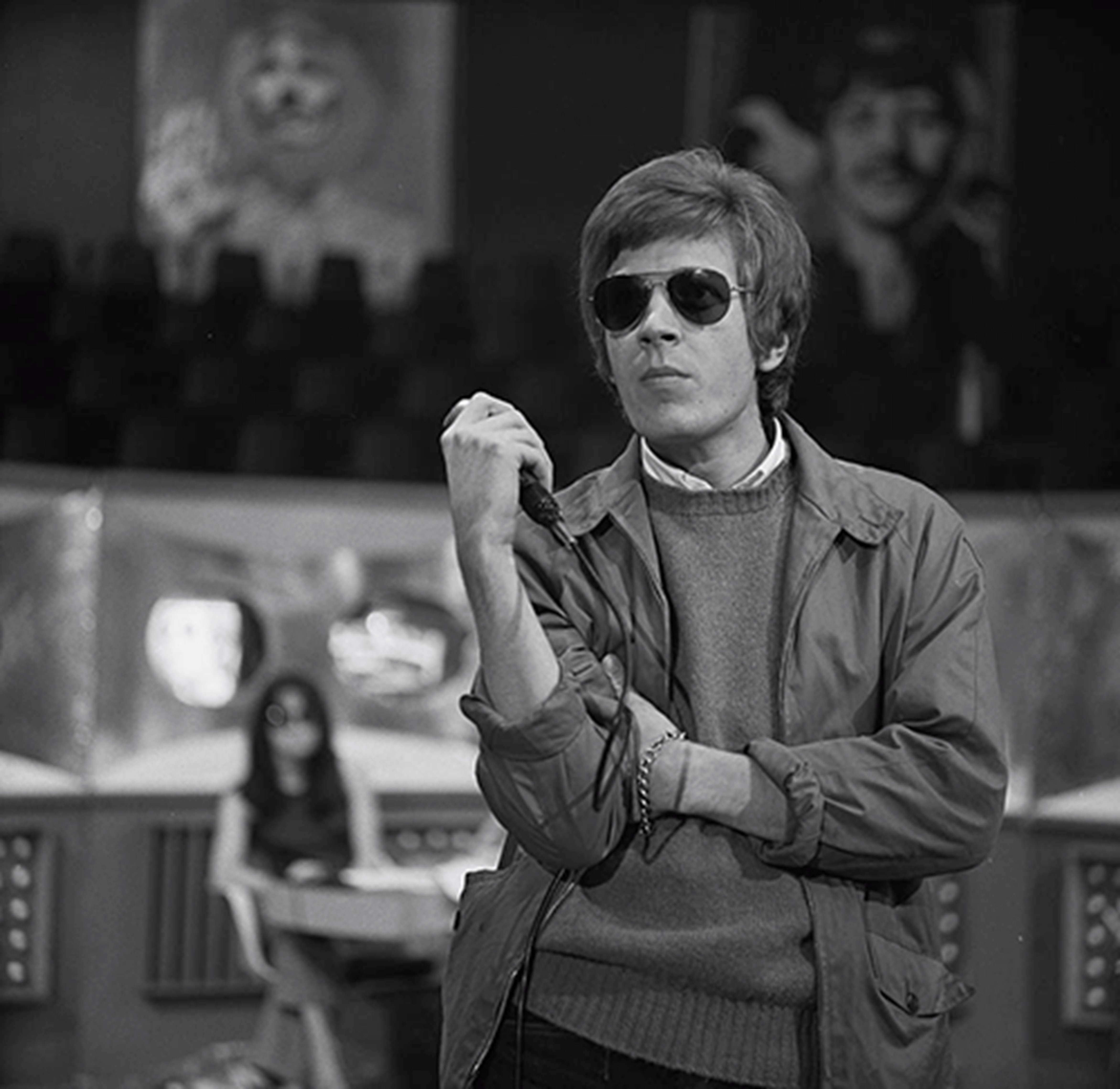
Scott Walker (1943–2019)

- Walker, Scott (* 1967), US-amerikanischer Politiker und Gouverneur des US-Bundesstaates Wisconsin (2011–2019)
- Walker, Scott (* 1973), kanadischer Eishockeyspieler, -trainer und -funktionär
- Walker, Sean (* 1994), kanadischer Eishockeyspieler
- Walker, Shannon (* 1965), US-amerikanische Astronautin
- Walker, Shelby (1975–2006), US-amerikanische Boxsportlerin
- Walker, Shirley (1945–2006), US-amerikanische Komponistin, Dirigentin, Pianistin und Produzentin
- Walker, Sonikqua (* 1994), jamaikanische Sprinterin
- Walker, Stan (* 1990), australischer Popsänger und Schauspieler
- Walker, Steve (* 1973), kanadischer Eishockeyspieler und -trainer
- Walker, Stewart (* 1974), US-amerikanischer Produzent elektronischer Musik
- Walker, Summer (* 1996), US-amerikanische R&B-Musikerin
- Walker, Suzanne, US-amerikanische Biochemikerin und Mikrobiologin
- Walker, Sydney (1921–1994), US-amerikanischer Film- und Theaterschauspieler

###### Walker, T
- Walker, T-Bone (1910–1975), amerikanischer Blues-MusikerT-Bone Walker (1910–1975)

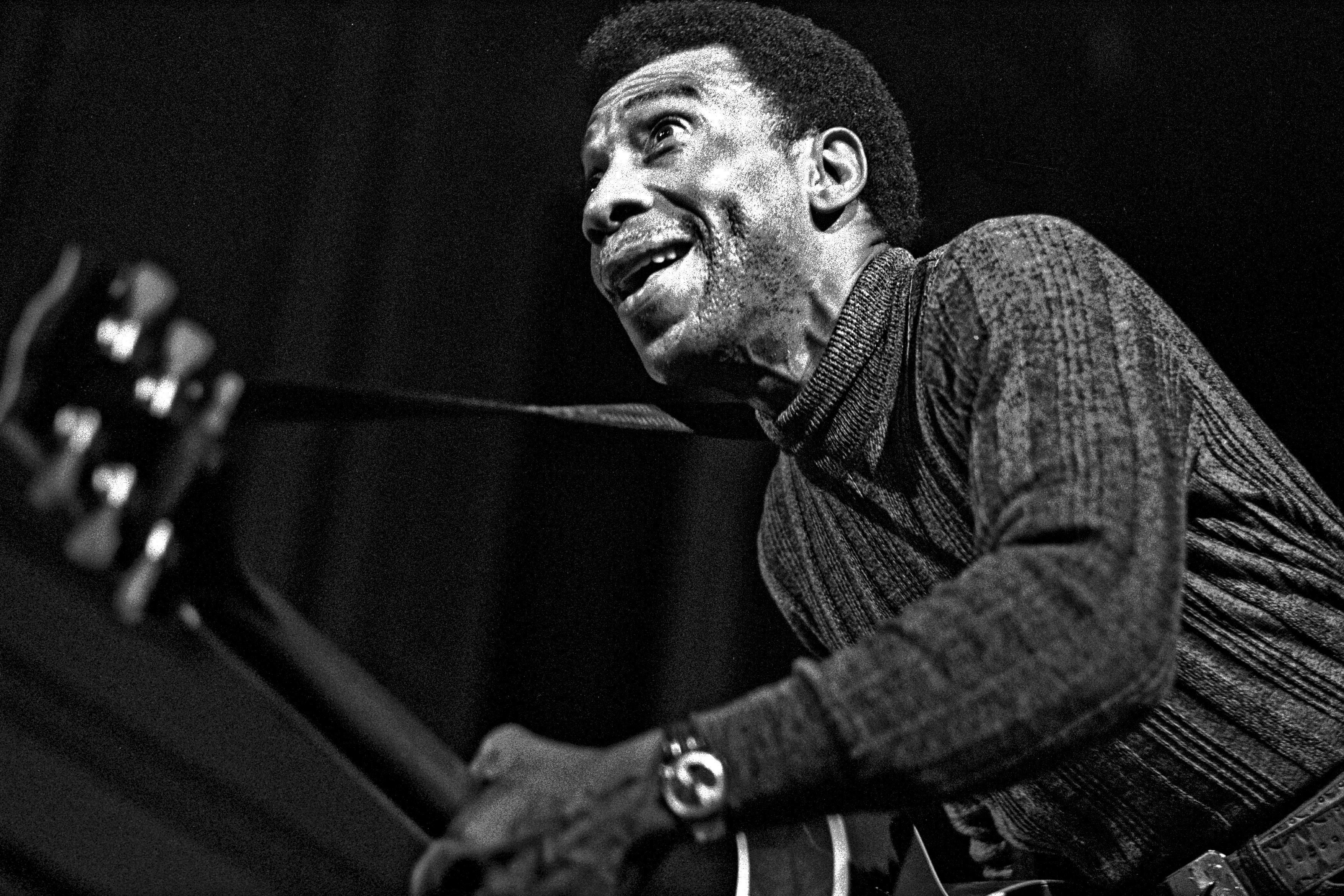
T-Bone Walker (1910–1975)

- Walker, T. H. S. (1855–1936), britischer Radrennfahrer und Journalist
- Walker, Ted (1934–2004), britischer Dichter und Drehbuchautor
- Walker, Tevonn (* 1993), kanadischer Basketballspieler
- Walker, Thekla (* 1969), deutsche Politikerin (Bündnis 90/Die Grünen), MdLThekla Walker (* 1969)

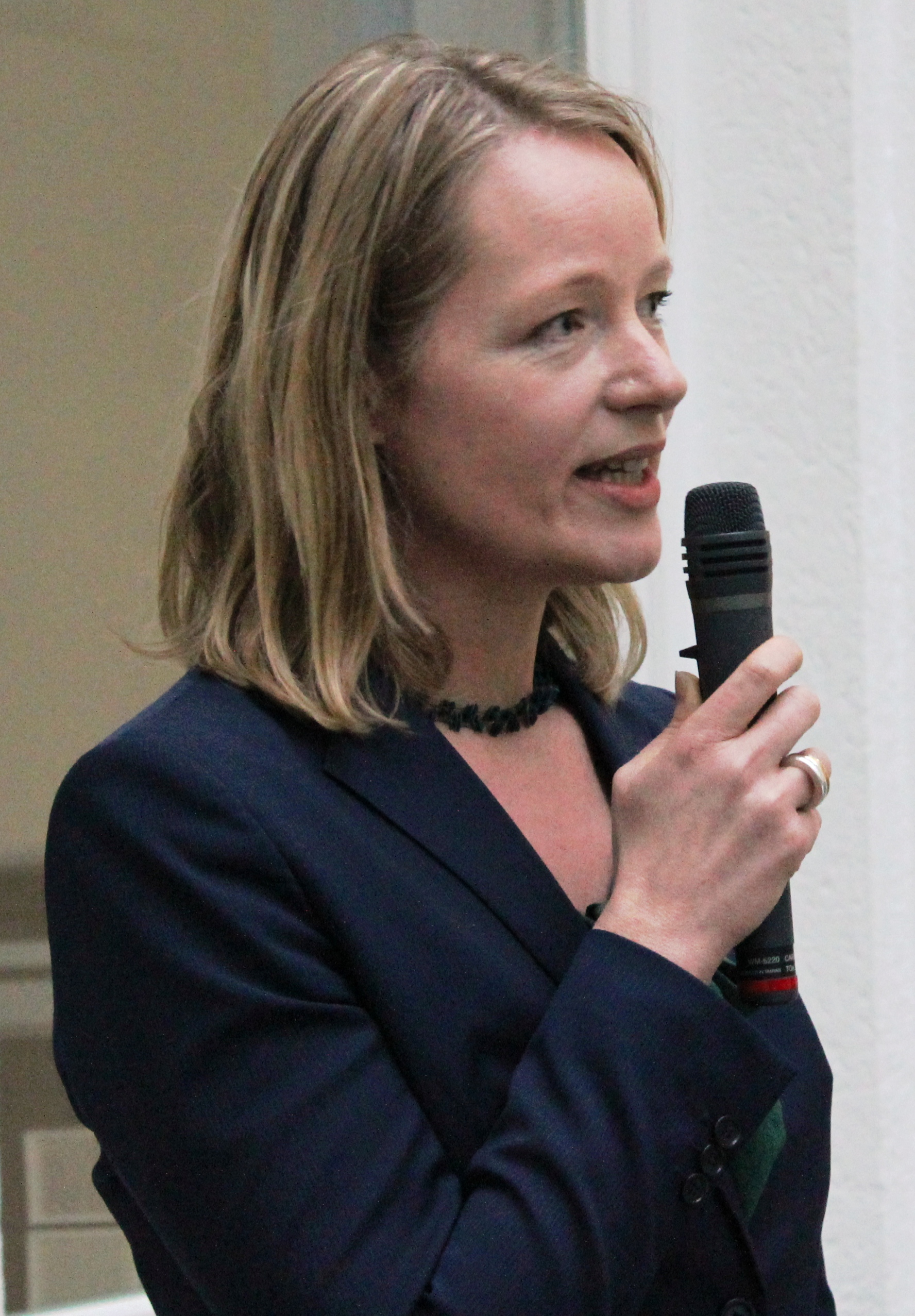
Thekla Walker (* 1969)

- Walker, Thomas (* 1958), deutscher Filmproduzent
- Walker, Thomas Leonard (1867–1942), kanadischer Mineraloge
- Walker, Tom (* 1991), schottischer Singer-Songwriter
- Walker, Travis (* 1979), US-amerikanischer Boxer
- Walker, Travon (* 2000), US-amerikanischer American-Football-Spieler
- Walker, Tray (1992–2016), US-amerikanischer Footballspieler
- Walker, Tristan (* 1991), kanadischer Rennrodler
- Walker, Ty (* 1997), US-amerikanische Snowboarderin
- Walker, Tyler (* 1996), englischer Fußballspieler

###### Walker, U
- Walker, Ulrich (1360–1427), Schweizer Schultheiss, Grossrat, Kleinrat und Tagsatzungsgesandter
- Walker, Urs Josef (1800–1855), Schweizer Vermessungsingenieur und Kartograf

###### Walker, V
- Walker, Vance (* 1987), US-amerikanischer American-Football-Spieler
- Walker, Vernon L. (1894–1948), amerikanischer Kameramann

###### Walker, W
- Walker, Walter (1883–1956), US-amerikanischer Politiker der Demokratischen Partei
- Walker, Walter (1912–2001), britischer General
- Walker, Walton (1889–1950), Dreisterne-General der US-Army
- Walker, Wayne (1925–1979), amerikanischer Country-Sänger und Komponist
- Walker, William (1824–1860), US-amerikanischer Arzt, Anwalt, Journalist, Abenteurer und SöldnerWilliam Walker (1824–1860)

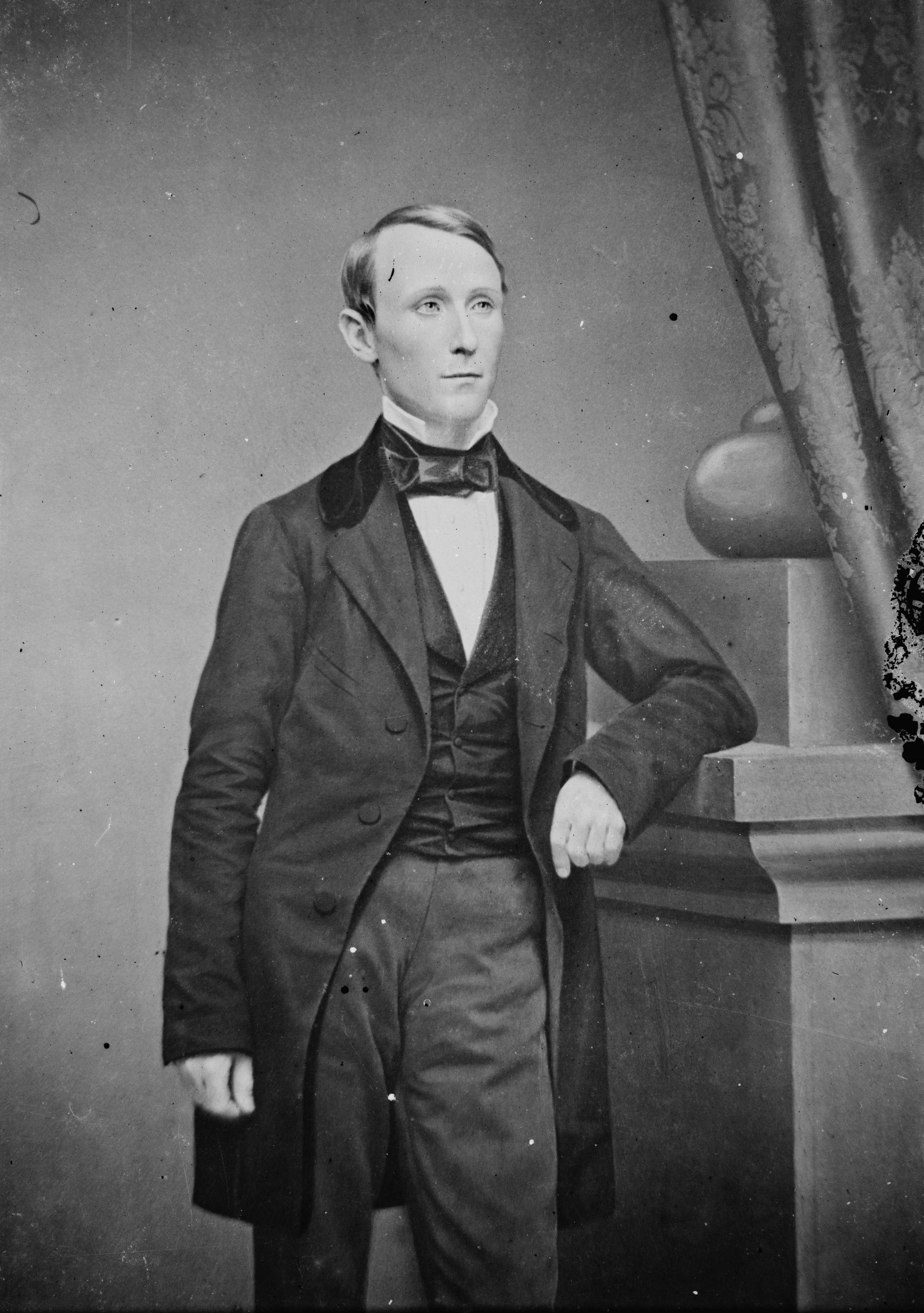
William Walker (1824–1860)

- Walker, William (1869–1918), britischer Taucher
- Walker, William (* 1985), australischer Radrennfahrer
- Walker, William A. (1805–1861), US-amerikanischer Politiker
- Walker, William Aiken (1839–1921), US-amerikanischer Genre- und Porträtmaler
- Walker, William Garfield, amerikanischer Dirigent und Komponist
- Walker, William Graham (* 1935), US-amerikanischer Diplomat
- Walker, William H. (* 1964), US-amerikanischer Archäologe und Hochschullehrer
- Walker, William Henry Talbot (1816–1864), US-amerikanischer General der Konföderierten im Sezessionskrieg
- Walker, Willie (* 1945), US-amerikanischer Video- und Medienkünstler
- Walker, Wolf-Dietrich (* 1955), deutscher Jurist und Hochschullehrer
- Walker, Wyatt Tee (1929–2018), US-amerikanischer Bürgerrechtler, Autor und Pastor

##### Walker-

###### Walker-H
- Walker-Harding, Phil (* 1981), australischer Spieleautor
- Walker-Hebborn, Chris (* 1990), britischer Schwimmer

###### Walker-P
- Walker-Peters, Kyle (* 1997), englischer Fußballspieler

###### Walker-S
- Walker-Silverman, Max, US-amerikanischer Filmregisseur und Drehbuchautor
- Walker-Smith, Derek, Baron Broxbourne (1910–1992), britischer Politiker, Unterhausabgeordneter und Life Peer
- Walker-Smith, Jonah (1874–1964), britischer Politiker

###### Walker-W
- Walker-Wraight, Dolly (1920–2002), englische Literaturhistorikerin

### Walkh
- Walkhoff, Karl-Heinz (* 1936), deutscher Pädagoge und Politiker (SPD), MdB, MdEP
- Walkhoff, Otto (1860–1934), deutscher Zahnarzt, Pionier der Röntgen-Zahndiagnostik

### Walki
- Walkin, Brandon (* 1994), australischer Tennisspieler
- Walkingstick, Ernestine Sharon (1937–1999), indianisch-amerikanische Krankenschwester
- Walkinshaw, Clementina († 1802), britische MätresseClementina Walkinshaw († 1802)

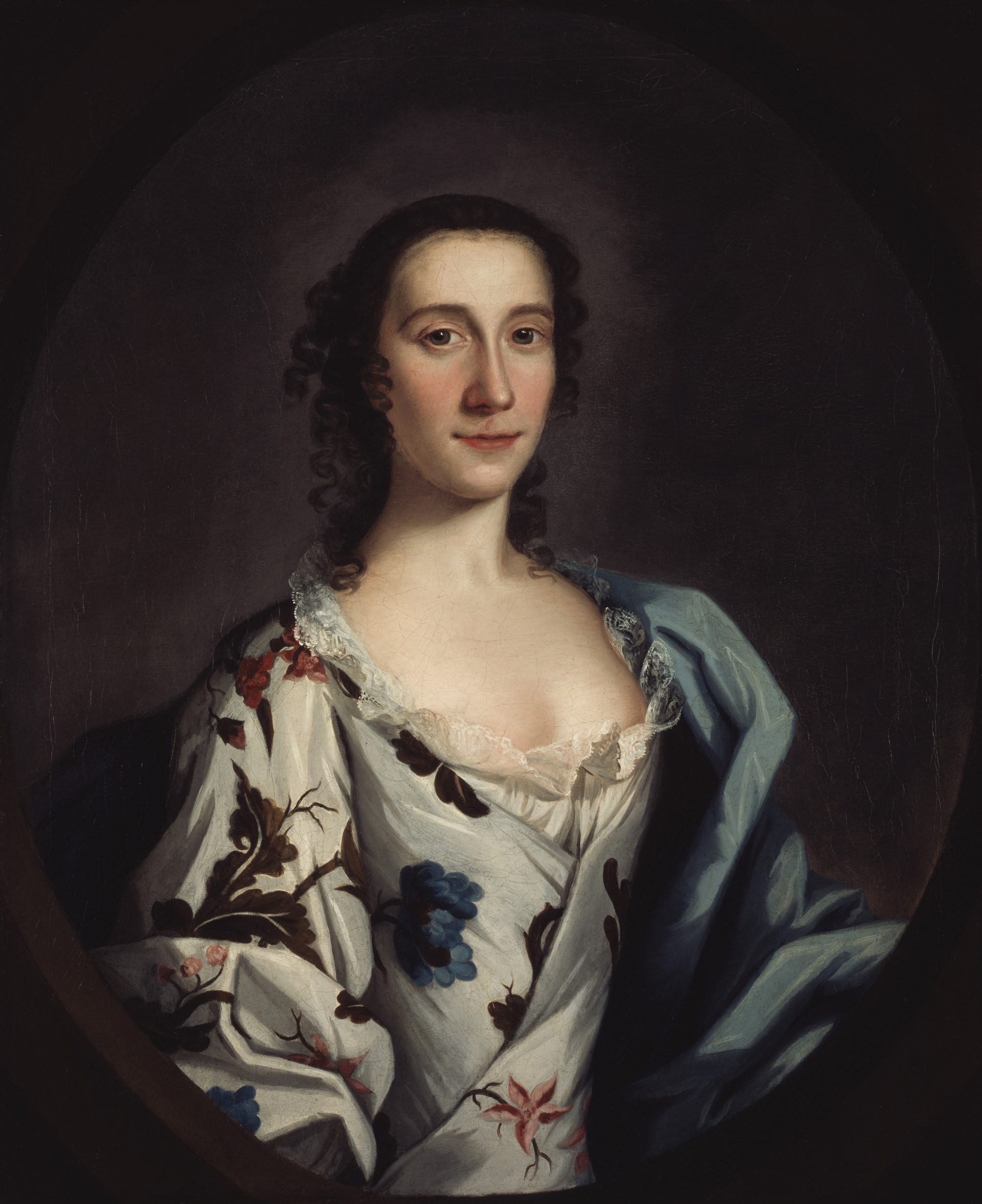
Clementina Walkinshaw († 1802)

- Walkinshaw, Tom (1946–2010), schottischer Automobilrennfahrer und Rennteambesitzer

### Walkl
- Walklate, Ben (* 1985), australischer Badmintonnationalspieler
- Walklate, Sandra (* 1950), britische Soziologin und Kriminologin
- Walkling, Ricarda (* 1997), deutsche Fußballspielerin

### Walkn
- Walkner, Eva (* 1979), österreichische Freeride-Sportlerin
- Walkner, Matthias (* 1986), österreichischer Motocross-FahrerMatthias Walkner (* 1986)

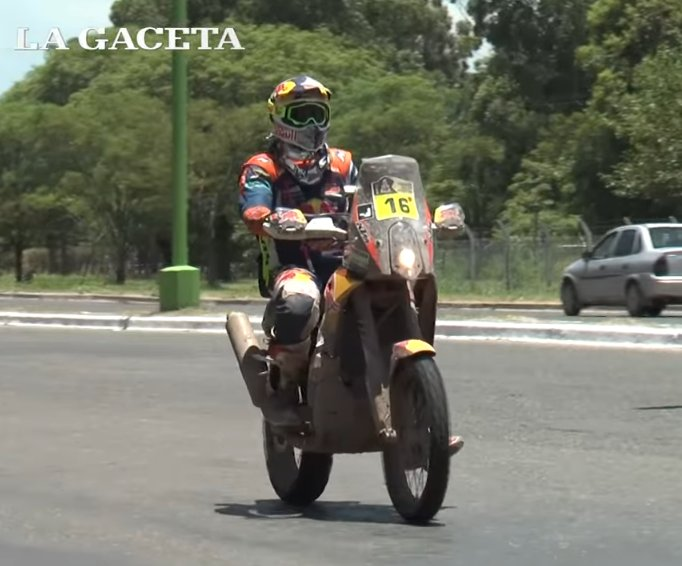
Matthias Walkner (* 1986)

### Walko
- Walko, Lajos (1880–1954), ungarischer Politiker im Horthy-Regime
- Walkow, Scheljasko (* 1957), bulgarischer Badmintonspieler
- Walków, Szymon (* 1995), polnischer Tennisspieler
- Walkowiak, Daniela (* 1935), polnische Kanutin
- Walkowiak, David (* 1953), US-amerikanischer Geistlicher, Bischof von Grand Rapids
- Walkowiak, Kay (* 1980), österreichischer Bildhauer, Fotograf und Videokünstler
- Walkowiak, Peter (* 1938), deutscher Fußballspieler
- Walkowiak, Roger (1927–2017), französischer Radrennfahrer
- Walkowitsch, Georgi (1833–1892), bulgarischer Arzt, Diplomat und konservativer Politiker
- Walkowski, Ernst (1931–2011), deutscher Diplomat
- Walkowski, Herbert (* 1920), deutscher Politiker (NDPD), MdV

### Walku
- Walkup, Joseph (1819–1873), US-amerikanischer Politiker
- Walkup, Thomas (* 1992), US-amerikanisch-griechischer Basketballspieler